# Matériel d'escalade
 (novembre 2020).
Si vous disposez d'ouvrages ou d'articles de référence ou si vous connaissez des sites web de qualité traitant du thème abordé ici, merci de compléter l'article en donnant les références utiles à sa vérifiabilité et en les liant à la section « Notes et références ».
Le matériel d'escalade comprend l'ensemble des équipements utilisés pour pratiquer l'escalade. Une grande variété d'accessoires permettent la progression du grimpeur ainsi que sa protection. Les systèmes d'assurage, en particulier, protègent le grimpeur des conséquences d'une chute. De nombreux accessoires d'escalade sont communs avec ceux utilisés en alpinisme, tels les cordes, pitons et mousquetons.

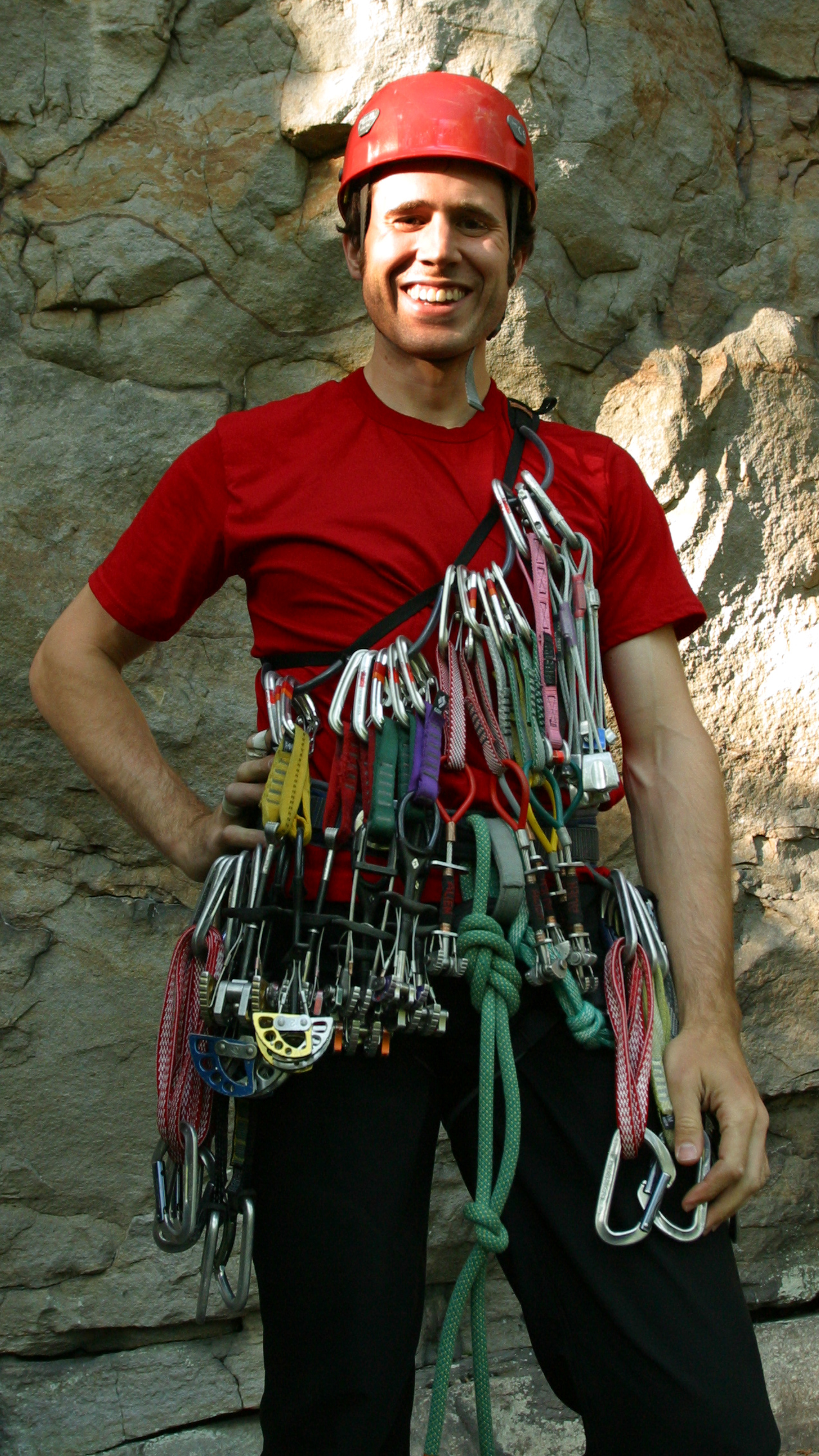
Un grimpeur équipé d'un casque, d'un baudrier auquel la corde est attachée, de coinceurs mécaniques, de bicoins et de dégaines.

## Histoire
L'histoire du matériel d'escalade a connu une évolution progressive, du minimalisme des premiers grimpeurs à la sophistication permettant d'affronter tout type d'ascension, portée par la préoccupation constante d'améliorer les moyens de progression et de sécurisation. Ces évolutions cherchent à garantir le confort, la robustesse, la légèreté et la fiabilité du matériel.

### Chronologie
L'escalade étant un héritage de l'alpinisme, au début du XXe siècle, le matériel était semblable pour les deux disciplines. Les grimpeurs, notamment Pierre Allain, ont commencé à améliorer les chaussures qu'ils ont dotées d'une gomme plus performante pour améliorer l'adhérence et la précision. Les mousquetons légers sont apparus dans les années 1930, les cordes alors en fibres naturelles sont abandonnées au profit des matières synthétiques vers la fin de la Seconde Guerre mondiale[réf. nécessaire], conçues vers 1935 par Henri Bernot.

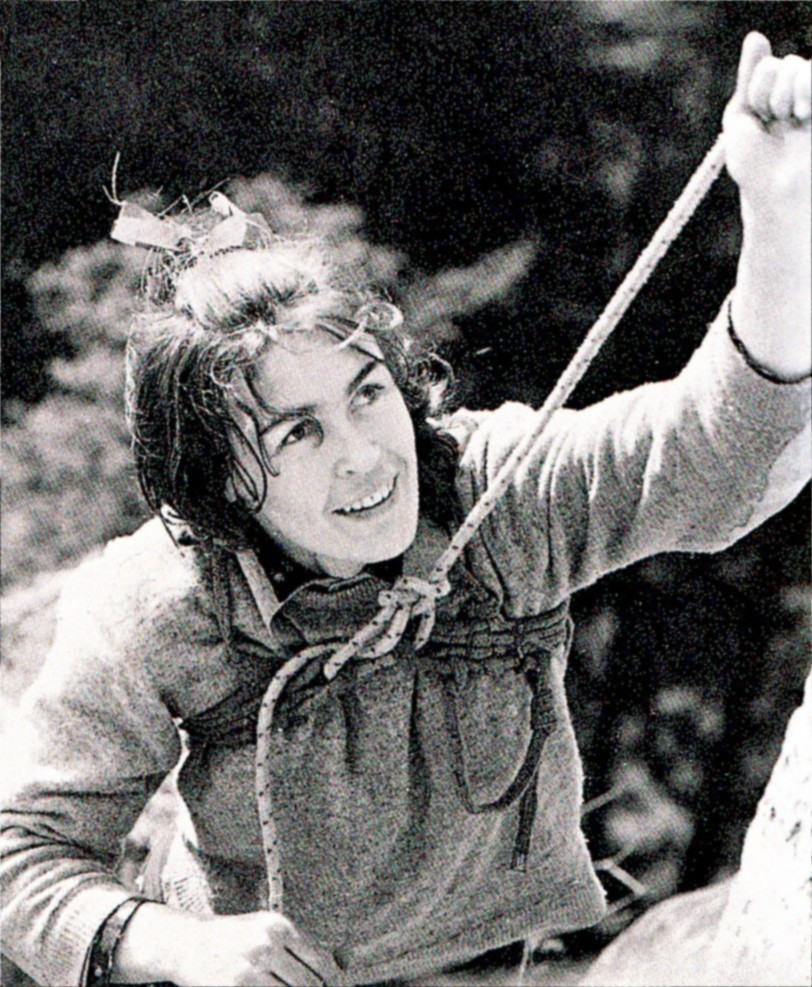
Wanda Rutkiewicz utilise vers 1970 un harnais de torse relié à la corde par un nœud de chaise.

À partir de la seconde moitié du XXe siècle, le matériel s'est diversifié avec la pratique qui connaît un succès grandissant. Les bicoins (vers 1950) et les coinceurs (1972) ont permis la pratique de l'« escalade propre ». La conception des baudriers évolue, menant aux baudriers complets, évitant aux grimpeurs de s'assurer seulement autour du torse ou par des assemblages sommaires de sangles. À partir des années 1980, le matériel s'est perfectionné avec notamment des systèmes d'assurage de plus en plus complexes. Au début des années 2000, sont apparus les crash-pads permettant d'amortir les chutes de faible hauteur et l'usage de la magnésie s'est banalisé.

### Évolutions
L'arrivée des matériaux synthétiques a révolutionné l'équipement du grimpeur et a permis de concevoir des cordes bien plus résistantes que celles en chanvre ou des casques plus solides et légers. Enfin, les matières plastiques sont apparues, offrant d'autres possibilités que l'acier ou l'aluminium tout en étant plus légers.
L'amélioration de ces matériaux synthétiques a permis la fabrication de sangles dites « américaines », dont la fonction est de constituer un intermédiaire entre le point d'assurage et le mousqueton dans lequel passe la corde afin de réduire le tirage. Ultérieurement, elles ont permis d'assembler des dégaines, anneaux de sangle permettant de relier deux mousquetons et cousues afin d'éviter la confection d'un nœud encombrant. La largeur des sangles s'est progressivement réduite (les Dyneema), offrant un gain de poids pour une même résistance. Enfin, des tissus « 3D » ont été développés, qui incorporent des membranes aérées dans le matériel, à l'instar des baudriers ou des sacs à dos.
Le développement des outils de production a aussi fait évoluer le matériel. La qualité du métal et de la fabrication ont progressé, permettant un gain de poids tout en conservant la résistance, ce qui a abouti à la réalisation des mousquetons à doigt fil. La précision de certains systèmes comme les ressorts entrant dans la composition de systèmes d'assurage a été améliorée grâce à la conception assistée par ordinateur.

## Équipement principal du grimpeur et de l'assureur

### Corde

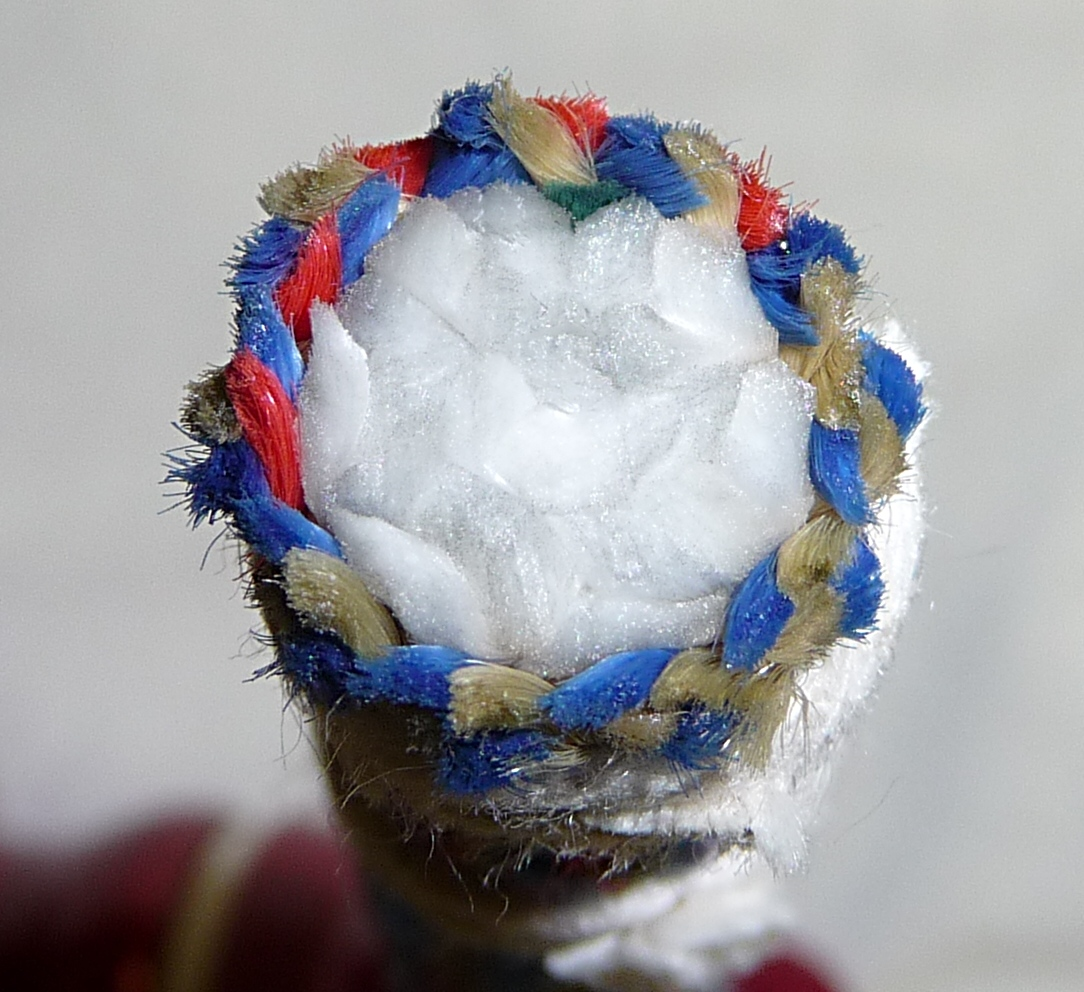
Vue en coupe d'une corde faisant apparaître son âme et sa gaîne extérieure.

La corde est l'un des éléments essentiels dans la pratique de l'escalade. À l'origine, elle était constituée de chanvre dont la résistance et la fiabilité n'étaient pas toujours garanties. Avec la découverte du nylon et les progrès technologiques, les cordes ont beaucoup évolué dès la fin de la Seconde Guerre mondiale. De nos jours, les cordes d'escalade sont généralement constituées d'une âme de fibres tissées et d'une gaine extérieure de fibres de couleur tressées. L'âme fournit l'essentiel de la résistance en extension, alors que la gaine la protège en augmentant sa résistance à la friction, aux rayons UV, à la poussière, au sable et à l'humidité.
Les cordes utilisées pour l'escalade sont classées en deux catégories : les cordes dynamiques et les cordes statiques. Les premières sont élastiques et sont utilisées comme systèmes d'assurage pour l'escalade en tête car l'élasticité réduit la force maximale subie par le grimpeur ainsi que les contraintes exercées sur l'équipement en cas de chute. Les secondes sont très peu élastiques et sont généralement utilisées pour des manœuvres mineures ou pour attacher l'équipement. Elles sont aussi utilisées pour le rappel et éventuellement en moulinette puisqu'elles réduisent les oscillations et facilitent la descente sans risque de chute. De nombreux modèles de cordes dynamiques et statiques sont disponibles et adaptées aux besoins des grimpeurs et de leur pratique (longueur, diamètre, etc.).
Dans les années 1970-1980, les grimpeurs disposaient de deux types de corde :
- l'attache, d'une longueur n'excédant pas 40 mètres, destinée à l'école d'escalade ou aux grandes voies ne comportant pas de descente en rappel (descente sur sentier ou désescalade) ;
- le rappel, d'une longueur n'excédant pas 80 mètres (2 × 40 mètres, bicolore afin de repérer facilement le milieu), permettant l'assurage en double sur deux brins (cordée de 2 grimpeurs), l'assurage en flèche (cordée de trois grimpeurs) et la réalisation de rappels.

Les cordelettes sont des cordes de diamètre inférieur à 8 mm. Leur usage est multiple : confection de systèmes de sécurité, d'amarrages, d'étriers (ou « pédales » dans le jargon du grimpeur), de nœuds auto-bloquants, etc.

#### Sac à corde
Le sac à corde est conçu pour transporter, stocker et protéger la corde d'escalade. Il peut être déplié au sol afin de protéger la corde et il est généralement muni de deux points d'attaches afin de repérer plus facilement ses extrémités.

### Casque

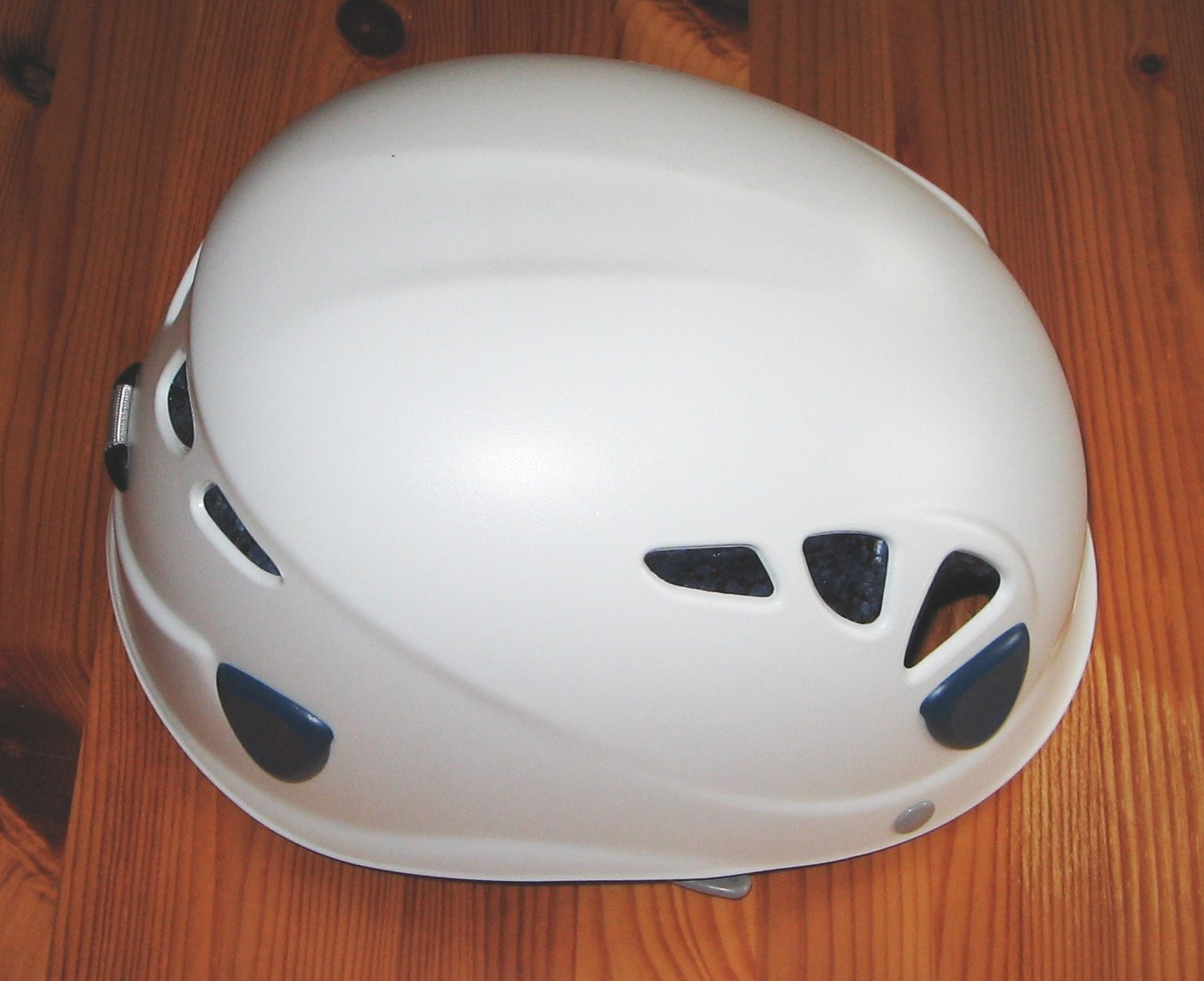
Un casque Elios de Petzl conçu pour l'alpinisme, la spéléologie et l'escalade.

Le casque sauve de nombreux grimpeurs de blessures graves voire mortelles[réf. nécessaire]. En France, en pratique individuelle en extérieur, son port est vivement recommandé pour tous. Lors d'une sortie encadré par les organismes et clubs fédéraux, il est obligatoire pour tous ceux présent sur le site (encadrants, assureurs, grimpeurs) .
Équipement de protection individuelle, le casque est constitué de matériaux résistants pour protéger la tête et la boîte crânienne des chocs et impacts. Dans les secteurs d'escalade très fréquentés, ces impacts sont davantage la conséquence de chutes de pierres ou d'objets divers comme le matériel du grimpeur que par la chute d'un grimpeur percutant le rocher ou le sol.
En escalade, le port du casque est plus ou moins observé. Les raisons pour un grimpeur de ne pas porter de casque sont nombreuses et plus ou moins justifiées : poids, encombrement, éblouissement face au soleil sans visière, gène et démangeaisons du cuir chevelu voire crainte de manque d'hygiène lors de prêt.

### Chaussons d'escalade

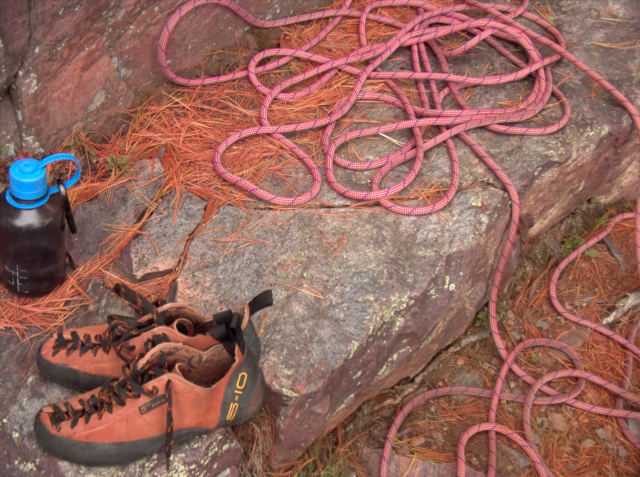
Corde et chaussons d'escalade.

Les chaussons d'escalade sont des chaussures conçues pour l'escalade. Pour améliorer leur adhérence sur un mur d'escalade ou sur un rocher, la semelle est recouverte d'une couche de gomme vulcanisée. Les chaussons doivent s'adapter à la morphologie du grimpeur, certains sont très resserrés autour du pied, d'autres possèdent un rembourrage en mousse sur le talon pour rendre les descentes et les rappels plus confortables.

### Matériel de connexion
Le matériel de connexion permet au grimpeur de suspendre le matériel à son baudrier ou de relier la corde aux ancrages et aux points d'assurage.

#### Mousqueton
Le mousqueton est un anneau de métal muni d'un système d'ouverture facile appelé doigt à ressort. Il est utilisé comme connecteur. Pour l'escalade sportive, la plupart des mousquetons sont fabriqués en alliage d'aluminium. Les mousquetons présentent de nombreuses formes, leur profil et leur type de doigt d'ouverture correspondent à des usages précis (assurage, progression, transport de matériel). Ils sont aussi connus sous le nom argotique de « mousquif ».
Les mousquetons sont classés en deux catégories : les mousquetons classiques, qui peuvent être ouverts par une simple pression sur le doigt du mousqueton, et les mousquetons de sécurité. Ces derniers sont munis d'un dispositif de fermeture à vis manuelle ou automatique qui empêche le doigt du mousqueton de s'ouvrir de façon intempestive lors de leur utilisation.
Il existe tout un éventail de mousquetons avec différents types de doigt, dont les doigts à fil, les doigts courbés, ou les doigts droits, aux propriétés (résistance, etc.) adaptées à leur utilisation.

#### Dégaine
La dégaine est utilisée par les grimpeurs pour relier la corde au point d'ancrage. Elle permet à la corde de coulisser avec une friction minimale et de limiter le tirage. Les dégaines sont généralement constituées de deux mousquetons classiques reliés par un court anneau de sangle cousue. Elles existent en différentes longueurs et certaines même avec une sangle extensible. Certaines sociétés peuvent réaliser un mousqueton avec une poulie à son extrémité pour réduire la friction de la corde sur le mousqueton, ce qui augmente néanmoins la force totale subie par la dégaine en cas de chute.

#### Anneau de sangle
Une sangle est une corde plate, sans âme. Elle est un élément indispensable du matériel du grimpeur par sa polyvalence. Réalisées dans un matériau d'une très grande résistance (Dyneema), les sangles sont généralement nouées ou cousues pour former une boucle désignée sous le nom d'anneau de sangle. Les sangles ont de nombreux usages : extension des points d'assurage, confection de relais, de baudriers improvisés, transport de matériel, ou élément constituant et rallonge d'une dégaine.

### Baudrier
Un baudrier, ou harnais, permet de faire le lien entre le grimpeur et la corde. En cas de chute, il répartit le choc sur le corps et réduit efficacement les traumatismes. Les baudriers d'ancienne génération (large ceinture avec porte-matériel, harnais de torse ou harnais complet avec torse et cuissard) ont été progressivement remplacés par des cuissards avec encordement à la taille.

### Systèmes d'assurage

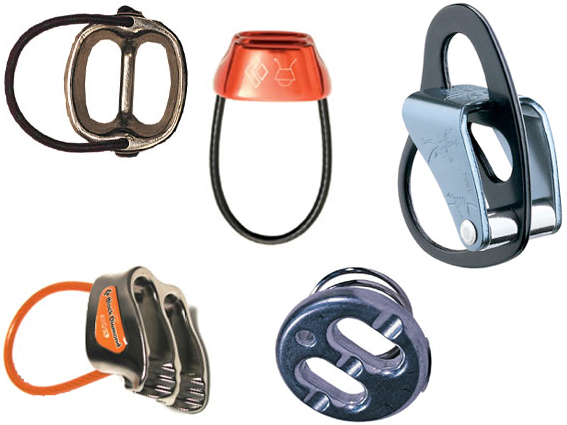
Différents systèmes d'assurage de types plaquette et tubes assureurs, descendeurs et bloqueurs.

Les systèmes d'assurage sont des dispositifs mécaniques utilisés pour l'assurage afin de garantir un contrôle rigoureux de la corde d'assurage. Leur finalité est de permettre le blocage de la corde avec un effort minimal. De nombreux dispositifs d'assurage existent sur le marché : certains, polyvalents, peuvent aussi être utilisés en tant que descendeur ou pour assurer du haut d'une voie, ou en relais intermédiaire. Leur mise en œuvre nécessite un apprentissage préalable qui n'exclut pas une vigilance de tous les instants, même chez le grimpeur expérimenté.
Ces dispositifs se divisent en deux catégories : les appareils non autobloquants, les plus anciens, et les appareils autobloquants, mécaniques, plus élaborés et qui facilitent les manipulations nécessaires à l'assurage.

#### Descendeurs
Un descendeur est utilisé pour contrôler la descente sur corde en rappel. De nombreux dispositifs d'assurage peuvent aussi être utilisés comme descendeurs, dont l'ATC, le huit, ou même un mousqueton.

##### Huit

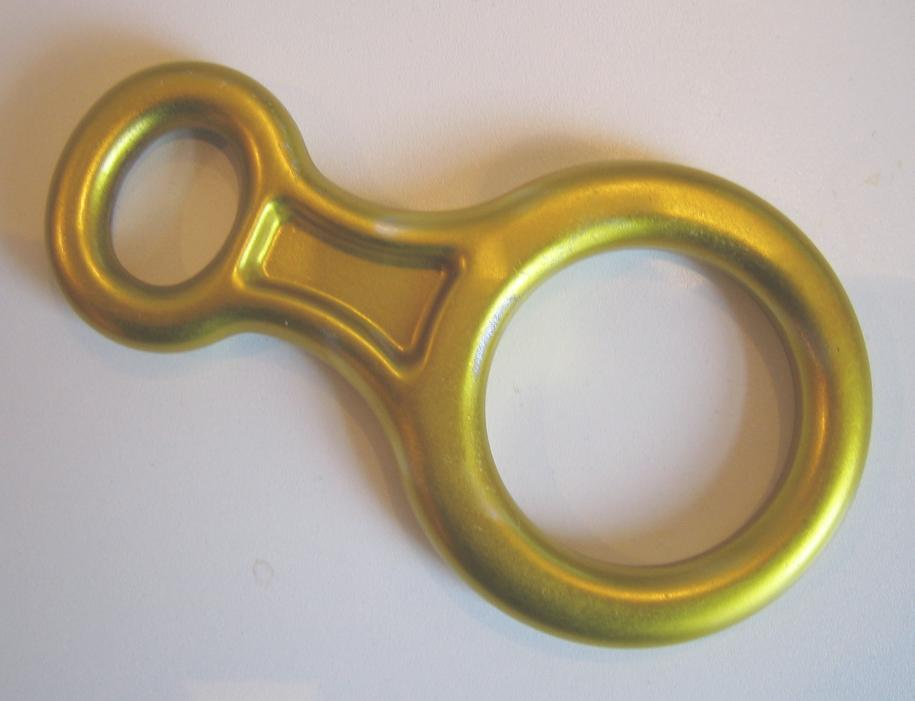
Un descendeur en huit

Les descendeurs en huit, qui tirent leur nom de leur forme, permettent une descente rapide et contrôlée sur une corde. Ils sont faciles à installer et favorisent la dissipation de la chaleur provoquée par la friction de la corde. Ils ont toutefois tendance à vriller la corde. Même si leur poids est excessif et leur conception simpliste, ils présentent l'avantage de pouvoir être utilisé quand la corde est gelée. Ils permettent de descendre en rappel à condition d'y ajouter un nœud autobloquant, ou un dispositif tel que le SHUNT (Petzl).
Ce type d'assurage est progressivement abandonné dans certains clubs (tels ceux de la FFME) ou salles car il a tendance à vriller les cordes et à former des nœuds, ce qui peut provoquer des blocages durant les descentes en rappel.

## Équipement complémentaire

### Ancrages
En escalade, un point d'ancrage ou simplement ancrage est tout dispositif de la chaîne d'assurage permettant de relier le grimpeur à la paroi par l'intermédiaire de la corde, qu'il soit en cours de progression ou au relais. Il permet aussi de fixer ou de hisser une charge (portage, etc.).
Les ancrages peuvent être placés à demeure (fixes) ou temporaires (fixes ou mobiles).

#### Ancrage semi-permanent
Posés par le grimpeur de tête et récupérés par les seconds de cordée, les dispositifs d'ancrage semi-permanent peuvent être catégorisés comme passifs (bicoins, Hexentric, etc.) ou actifs (coinceurs mécaniques).

##### Bicoin

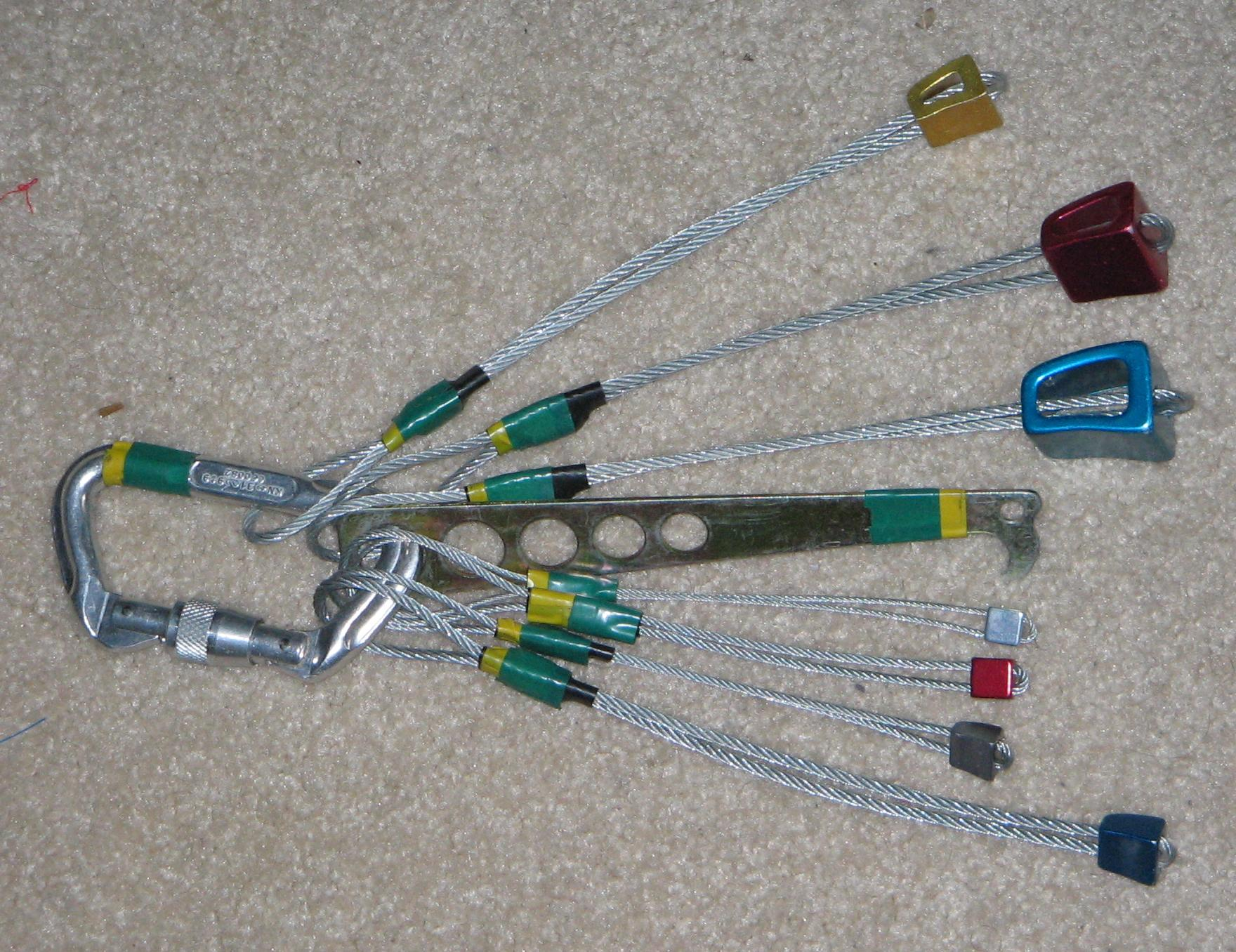
Bicoins classiques et décoinceur.

Les bicoins, aussi appelés câblés, sont fabriqués dans de nombreuses variétés. Dans leur forme la plus simple, ils sont juste constitués d'un petit bloc de métal auquel est attaché un anneau de cordelette ou un câble. Ils sont utilisés par blocage dans les fissures du rocher.

##### Coinceur hexagonal

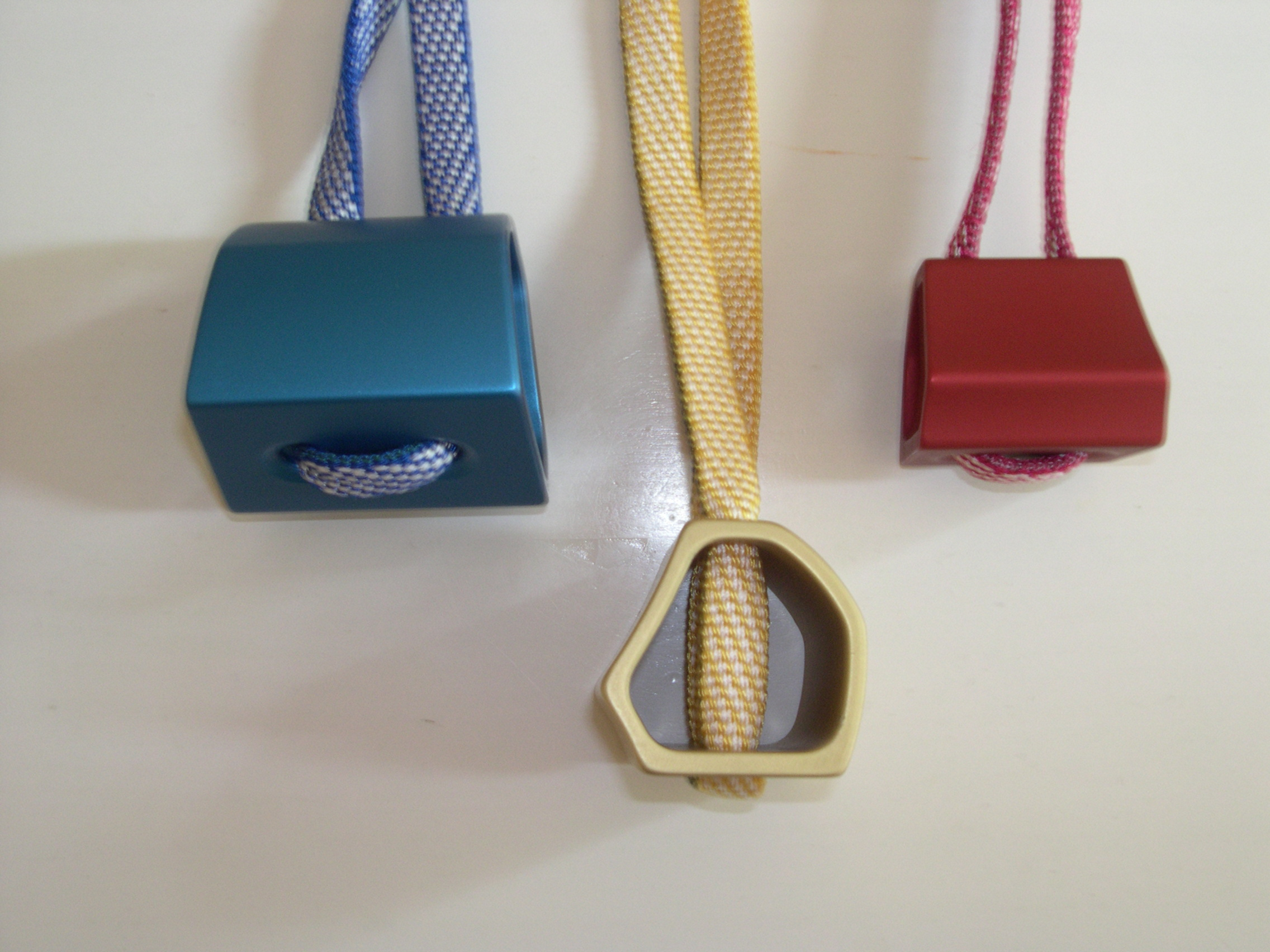
Variété de coinceurs hexagonaux.

Les coinceurs hexagonaux sont une variété de coinceurs en forme de prisme hexagonal concave avec des extrémités coniques. Ils sont généralement utilisés dans des fissures larges. Les modèles Hexcentrics sont fabriqués par Black Diamonds dans de nombreuses tailles. Les sociétés telles que Metolius ou Wild Country conçoivent des coinceurs similaires, avec des côtés incurvés, qui sont plus intuitifs à placer et bénéficient d'une meilleure action en came.

##### Coinceur mécanique

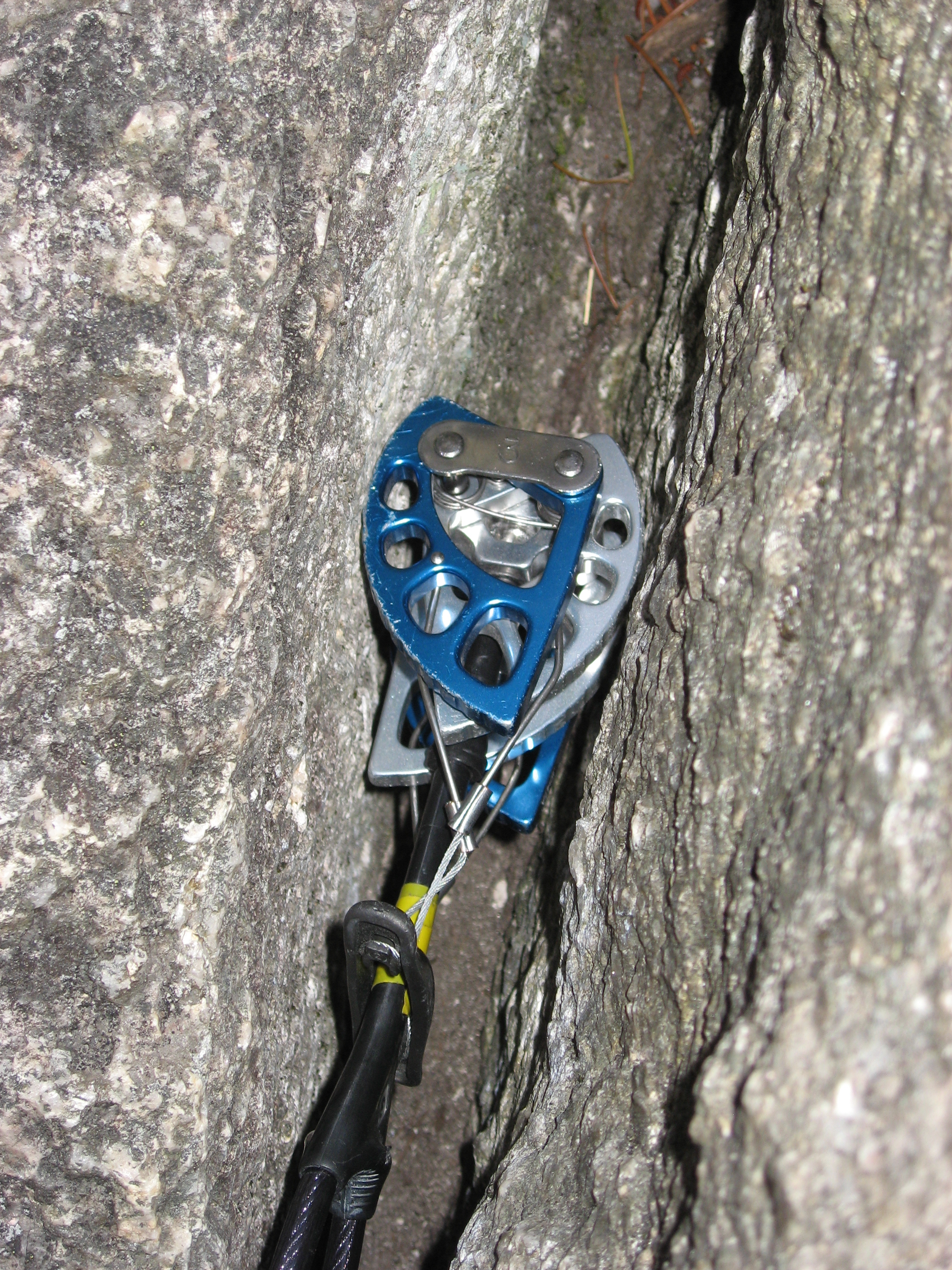
Coinceur mécanique à cames en position dans une faille.

Aussi connu sous le nom de coinceur à came ou friend, le coinceur mécanique comporte deux, trois, ou quatre cames montées sur un axe commun ou deux axes adjacents, de manière que la traction sur l'axe force les cames à s'écarter. Une gâchette (ou une petite poignée) ramène les cames ensemble. Ils sont placés dans une fissure ou un trou du rocher en tirant sur cette gâchette pour permettre aux cames de s'insérer, puis en tirant sur une petite barre à l'extrémité de l'axe qui entraîne l'écartement des cames et leur coincement sur la surface du rocher. Les cames sont maintenues en place par de petits ressorts. Une fois le dispositif installé, la corde d'assurance peut enfin être reliée à l'extrémité du coinceur par un mousqueton.
Les coinceurs mécaniques sont faciles et rapides à poser et s'adaptent à une plus grande variété de fissures que les bicoins. Ils sont en revanche beaucoup plus volumineux et leur prix reste élevé.

#### Décoinceur

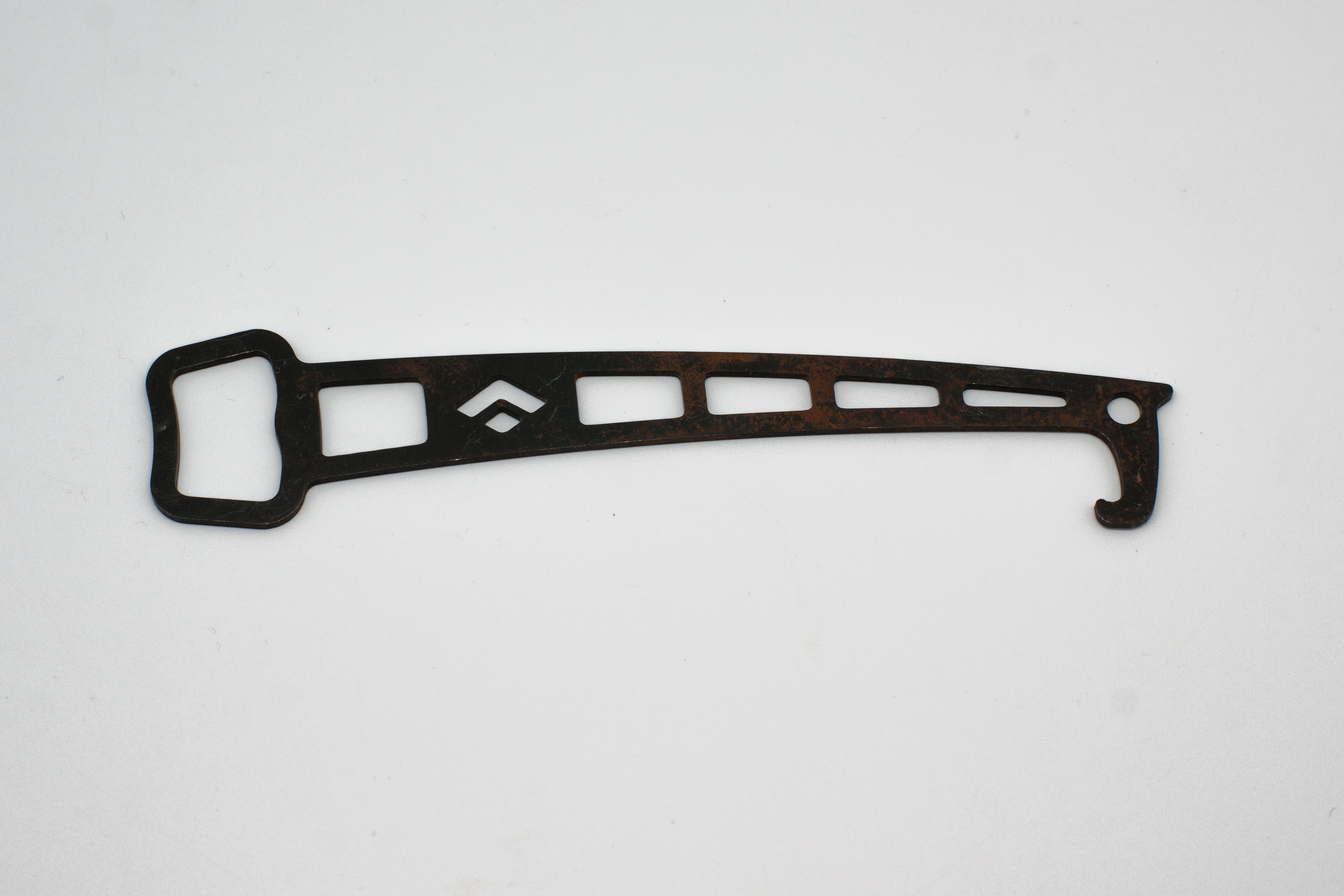
Décoinceur.

Le décoinceur est constitué d'une fine pièce de métal rigide d'une dizaine de centimètres de long et comportant un ou plusieurs crochets. Il permet de retirer les bicoins restés coincés dans les fissures du rocher, particulièrement lorsque le coinceur a supporté le poids d'un grimpeur. Il peut arriver qu'un coinceur correctement posé et verrouillé ne puisse être enlevé, même avec l'aide d'un décoinceur.

#### Ancrage mobile
Les ancrages mobiles sont des dispositifs à installer sur la corde d'assurage, qui permettent au grimpeur de gérer sa progression sur corde ou celle de sa cordée. Ils peuvent être mécaniques ou souples en cordelette. Les poignées bloquantes permettent d'effectuer une remontée sur corde en cas de nécessité. Les anneaux pour autobloquant peuvent remplacer une poignée mécanique à la remontée, servir de troisième main lors de descente en rappel ou constituer un ancrage mobile pour un effectuer un mouflage d'assistance au second de cordée.

##### Dispositifs de remontée
Les dispositifs de remontée, appelés jumars, du nom de la société qui les a conçus, permettent de remonter le long d'une corde fixe.
Les jumars fonctionnent sur le même principe qu'un nœud de Prusik, mais réclament moins d'efforts. Un jumar utilise une came pour permettre coulisser librement dans une direction, généralement vers le haut, et se bloque dans la direction opposée. Pour empêcher un jumar de se libérer accidentellement de la corde, un mécanisme de blocage ou gâchette est actionné. Le jumar est relié au baudrier du grimpeur par une sangle, puis clippé sur la corde et verrouillé. Dans les ascensions longues et techniques, et pour gagner du temps, le second de cordée utilise ces poignées autobloquantes le long d'une corde fixe.

### Tenue et accessoires
L'équipement, notamment l'habillement, répond à des exigences dictées par les particularités de l'escalade. Il peut connaître des phénomènes de mode ; ainsi, dans les années 1980 et le début des années 1990, la mode était de porter des vêtements serrés et multicolores, puis est passée aux vêtements amples[réf. souhaitée]. En escalade, la tendance va de la tenue minimaliste, qui rappelle les années 1970 (short et chaussons), à celle qui répond au principe des trois couches, notamment pour les séances en altitude. Les accessoires et équipements évoluent eux au gré de l'inventivité et de l'ingéniosité de leurs concepteurs.

#### Magnésie
La magnésie est une poudre constituée principalement de carbonate de magnésium, auquel on ajoute parfois du sulfate de magnésium qui agit comme agent séchant. Elle est utilisée par les gymnastes pour absorber la transpiration. Son usage s'est massivement répandu chez les grimpeurs qui l'utilisent pour améliorer l'adhérence des mains sur le rocher.
L'utilisation de la magnésie est controversée et même interdite sur certains sites à l'exemple de Albarracín. Elle serait nuisible au grès. Les traces de magnésie peuvent persister là où la pluie est insuffisante ou le rocher en dévers, et forment des dépôts disgracieux. Le brossage pour enlever ces dépôts, s'il est trop agressif, peut détériorer le rocher.

#### Sac à magnésie

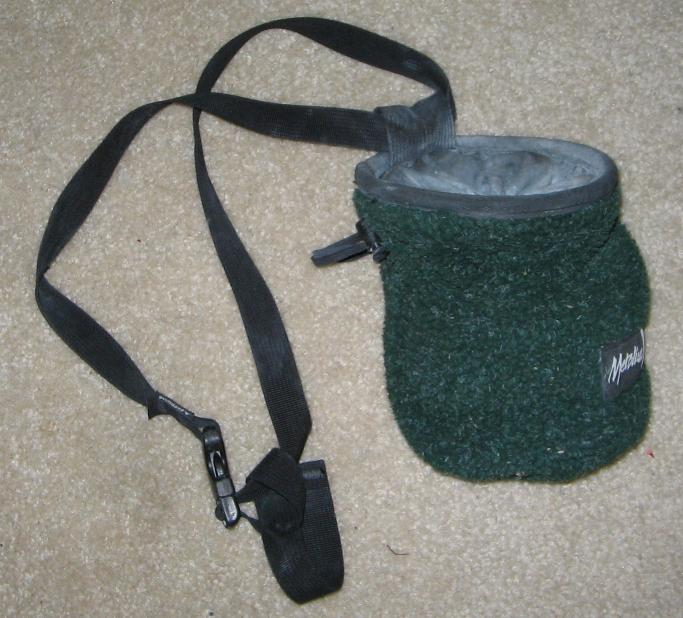
Sac à magnésie

Il s'agit d'un sac de la taille d'une main pour recevoir la magnésie. Il est habituellement clippé ou attaché sur le baudrier du grimpeur pour un emploi aisé durant l'escalade.
Pour faciliter la dispersion de la magnésie de manière homogène, une chaussette à magnésie ou une balle à magnésie est remplie de magnésie et ensuite placée dans le sac. Les chaussettes à magnésie sont des poches faites d'un matériau poreux qui permet à la magnésie de sortir en faible quantité quand la chaussette est remuée ou frottée.

#### Gants d'assurage

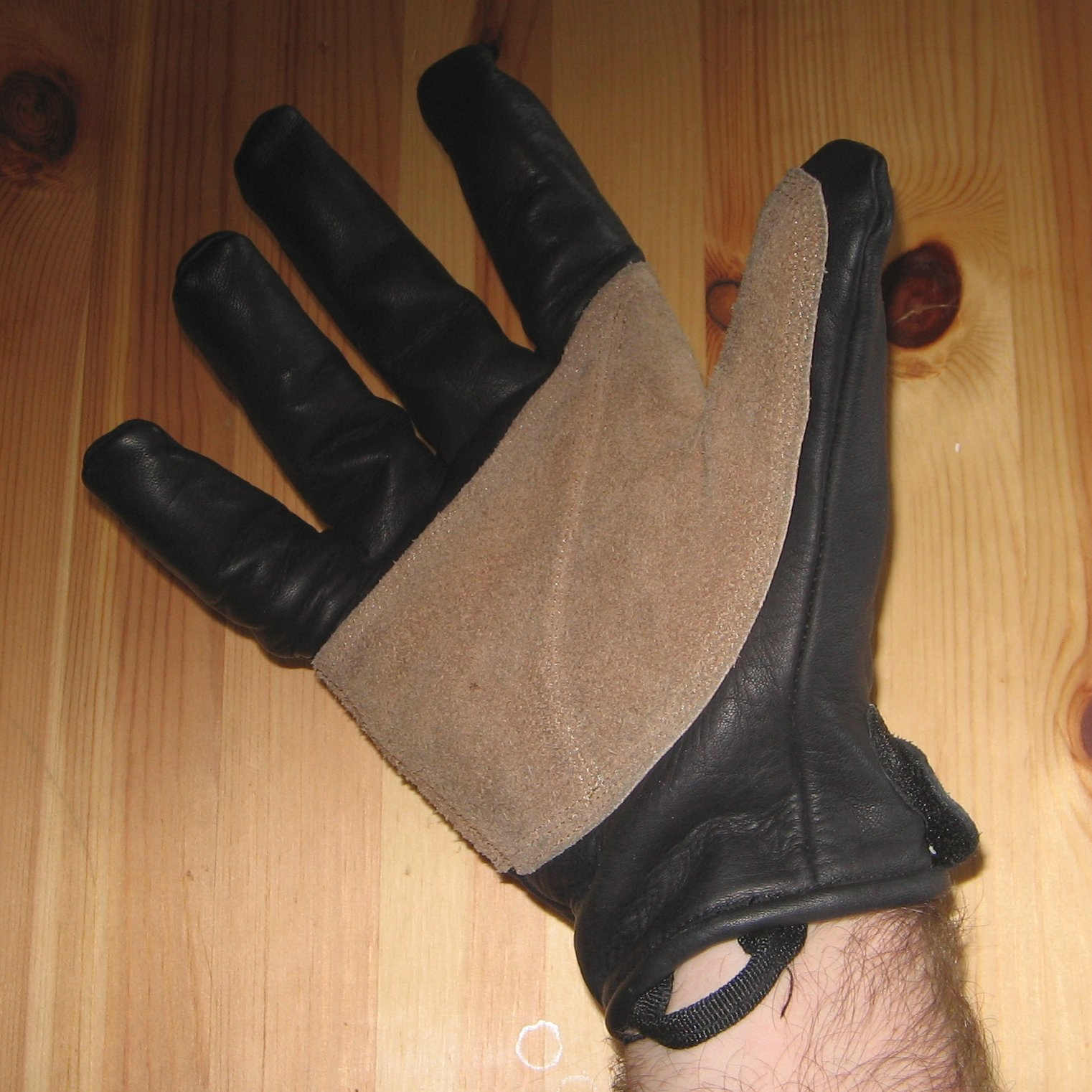
Un gant d'assurage

Bien qu'étant souvent rejetés par la plupart des grimpeurs qui prétendent que les gants d'assurage réduisent l'adhérence et le contrôle sur la corde les gants d'assurage sont une aide utile pour l'assurage durant de longues séances d'escalades, notamment lorsqu'ils doivent descendre un grimpeur. Les gants empêchent les brûlures provoquées par la corde et protègent des conséquences d'un lâcher de corde involontaire.
Les gants d'escalade sont réalisés soit en cuir soit en matière synthétique. Ils ont souvent des rembourrages sur la paume et les doigts pour protéger des brûlures.

#### Manchons d'escalade
Les manchons d'escalade fonctionnent suivant le même principe que les manchons des cyclistes, c'est-à-dire qu'il permettent une meilleure oxygénation des muscles des avant-bras. Le gain sur la puissance semble difficilement mesurable, tandis que celui sur l'effet bouteille (durcissement des muscles de l'avant bras) est plus palpable.[réf. nécessaire]

#### Ruban adhésif médical
Le ruban adhésif médical est utile pour prévenir et soigner les blessures légères comme les échauffements de l'épiderme. Beaucoup de grimpeurs enroulent le ruban autour des doigts ou des poignets pour prévenir des problèmes récurrents de tendon. Le ruban est également recommandé pour protéger les mains dans les voies dont l'escalade comporte des coincements répétés.
Le ruban adhésif médical utilisé pour l'escalade est souvent appelé strappal (nom commercial) ou parfois tape ou strap.

#### Sac de hissage
Il s'agit d'un grand sac robuste qui permet de hisser le ravitaillement et le matériel d'escalade à l'occasion d'ascensions comportant un ou plusieurs bivouacs. Un sac à dos avec un anneau de hissage peut également être utilisé.

#### Porte-matériel
Un porte-matériel est habituellement utilisé par les grimpeurs de grandes parois ou d'escalade artificielle quand le porte-matériel de leur baudrier ne peut recevoir la totalité du matériel. Il est porté autour de l'épaule. Il est constitué d'un anneau de sangle et, pour les plus évolués, d'un rembourrage et de deux sangles de chaque côté.

### Matériel d'entraînement
Divers matériels sont employés pour l'entraînement à l'escalade.

#### Boule d'échauffement
Il s'agit d'une petite boule malléable, à mémoire de forme, qui peut aider à développer les muscles antagonistes à ceux utilisés pour la préhension par la main. L'utilisation d'un tel dispositif peut prévenir les blessures des ligaments qui affectent fréquemment les grimpeurs.

#### Poutre à doigts
Il s'agit d'un agrès principalement utilisé pour améliorer la force de préhension et pour pratiquer différentes techniques de préhension. Ces poutres, installées par exemple au-dessus d'une porte, consistent en une variété de trous et de réglettes de tailles différentes et qui permettent ainsi au grimpeur de se suspendre ou de pratiquer des tractions.

#### Poutre de traction
Ensemble de barres horizontales fixées à un mur, qui peuvent être escaladées ou désescaladées sans l'aide des pieds. Quand elle est utilisée correctement, les poutres améliorent la force des doigts et la force de préhension.

#### Matelas de bloc
Le matelas de bloc, souvent appelé crash pad, est un matelas dense utilisé pour amortir les chutes et recouvrir les volumes qui pourraient être dangereux en cas de chute. Il est généralement constitué d'une mousse dense de 5 à 15 centimètres recouverte d'une housse robuste. De nombreux modèles comportent des poignées ou sont conçus pour être repliés dans des dimensions raisonnables pour le transport.

## Gestion des équipements de protection individuel
Le décret du code du travail no 94-689 du 5 août 1994 précisait que les équipements de protection individuelle contre les chutes en hauteur étaient strictement individuels. Cependant, selon le décret no 2004-249 du 19 mars 2004, si une gestion (avec identification, contrôle et suivi) de ce matériel est mise en place, la mise à disposition est possible. Cela a conduit à la publication de la norme NF S72-701 en juin de la même année.
Les fabricants tels que Béal recommandent d'effectuer un contrôle de routine à chaque utilisation et un contrôle complet annuellement ou après chaque utilisation exceptionnelle du matériel.
Les recommandations des fabricants sont de mettre au rebus au bout de dix ans les équipements de protection individuelle comprenant du textile, comme le baudrier, les sangles de dégaine, la corde. Si il a subi une chute ou un effort très important, le matériel est mis au rebus avant cette échéance. Pour le matériel métallique comme les mousquetons et le système d'assurage, il n'y a pas de limite de conservation tant que son contrôle ne montre pas de défaut d'utilisation tel que fissures ou ressorts défaillants

### Contrôles
Sur les cordes, la norme recommande de vérifier l'état de celles-ci en inspectant leur surface (gaine), en vérifiant qu'il n'y a pas de glissement avec la partie interne (âme) et cela afin de vérifier qu'elles ont conservé toutes leurs propriétés de forme, d'état de surface et de souplesse. Une corde ayant subi une brûlure ou coupure (à la suite d'une chute violente, d'un frottement sur une surface coupante, d'un contact avec un agent chimique agressif…) doit être retirée du service (mise au rebut). Un contrôle identique doit être effectué sur le matériel textile, complété d'une vérification des coutures.
Concernant le matériel, le contrôle doit porter sur la corrosion, l'usure prématurée ou les fissures. Si, par exemple, un mousqueton tombe par terre d'une hauteur importante, son aspect extérieur semblera intact mais des micro-fissures auront pu apparaître, ce qui nécessite de le mettre au rebut. De plus, il peut arriver qu'une dégaine fixée à demeure sur une SAE (à l'aide d'un maillon rapide) présente une usure à l'endroit de passage de la corde, dans ce cas, le matériel doit être remplacé.
Dorénavant les grandes marques comme Petzl ou Béal mettent à disposition des méthodes de contrôle ainsi que des outils de gestion du matériel.

### Normes
Les deux principales entités de normalisation pour certifier la sûreté et la fiabilité des équipements d'escalade sont le Comité européen de normalisation (CEN) et l'Union Internationale des Associations d'Alpinisme (UIAA).
Tous les produits vendus en Europe doivent, en application de la loi, être certifiés conformes à ces normes EN et UIAA et porter le marquage CE. Pour autant, on ne trouve pas toujours un tel niveau d'exigence dans d'autres pays, bien que la plupart des fabricants suivent scrupuleusement les normes CEN ou UIAA.